# 武汉水利电力大学
武汉水利电力大学是中华人民共和国曾经存在的一所大学，是由电力工业部主管，以水利、水电、电气，动力类工科为主，文理兼有的多学科全国重点大学，是原“211工程”重点建设大学。校本部位于湖北省武汉市，在宜昌市有校区。于1954年在全国院系调整中组建，2000年与其他3所高校合并组建武汉大学，其主要院系成为武汉大学工学部。

## 历史沿革
- 1950年5月，湖南大学水利类专业调入武汉大学，与土木系水利组合并。
- 1951年，武汉大学工学院设立了水利工程系。
- 1952年，全国院系调整，将广西大学、南昌大学、湖南农学院、江西农学院、私立武昌中华大学等的水利学科、师生和设备先后调入武汉大学，成立了武汉大学水利学院。
- 1954年12月1日，国务院批准成立武汉水利学院。河南大学、华南工学院、天津大学、华东水利学院、沈阳农学院及河北农学院等校的水利学科和农田水利专业又相继并入。学校设有农田水利工程和河川枢纽及水电站建筑两个专业。
- 1956年，招收首批研究生，同时开始接受越南等国的留学生。
- 1958年，增设治河工程专业和水利工程施工专业。
- 1959年9月，增设电力类专业，校名改为武汉水利电力学院（简称“水院”）。被确定为首批全国重点大学之一。后相继增设水利类、电力类、动力类等专业。
- 1978年，恢复招收研究生。
- 1981年，经国务院批准为首批博士、硕士和学士学位授予单位。
- 1988年，经国家教委批准，学校具有教授、副教授、研究员、副研究员任职资格评审权。
- 1989年，学校共设有14个系（部），25个本科专业和12个专科专业。
- 1993年1月，校名改为武汉水利电力大学。
- 1995年，学校具有博士生导师评审权。
- 1996年，经国家教委批准，学校与原葛洲坝水电工程学院合并组建成新的武汉水利电力大学，校本部在武汉，设有宜昌校区。
- 1997年，学校“211工程”建设项目立项审核获得国家有关部门的顺利通过，成为当时唯一一所电力部门的211院校。
- 2000年8月2日，武汉大学、武汉水利电力大学、武汉测绘科技大学、湖北医科大学合并成组建新的武汉大学。武汉大学、武汉水利电力大学、武汉测绘科技大学都是中国“211工程”重点建设的大学，湖北医科大学是湖北省属重点院校。武汉水利电力大学在水利电力领域、武汉测绘科技大学在测绘遥感领域、湖北医科大学在口腔医学领域都处于中国大陆高校前列。这次合并，是中国1990年代启动“211工程”后，唯一由三所列入“211工程”重点建设的大学参与合并的情况。[5]

## 历任校长
| 时期             | 校（院）长 | 任期                   |
| ---------------- | ---------- | ---------------------- |
| 武汉水利电力学院 | 张如屏     | 1954年12月－1966年5月  |
| 武汉水利电力学院 | 张瑞瑾     | 1978年11月－1983年11月 |
| 武汉水利电力学院 | 许志方     | 1983年11月－1987年4月  |
| 武汉水利电力学院 | 刘肇祎     | 1987年4月－1992年10月  |
| 武汉水利电力学院 | 龚洵洁     | 1992年10月－1993年1月  |
| 武汉水利电力大学 | 龚洵洁     | 1993年1月－1998年6月   |
| 武汉水利电力大学 | 刘吉臻     | 1998年6月－2000年8月   |

参考：

## 校友
- 康绍忠，1978年－1982年就读于武汉水利电力学院农田水利工程专业，获学士学位。1985、1990年分别获西北农业大学工学硕士、博士学位。2011年当选中国工程院院士。现任中国农业大学中国农业水问题研究中心主任。